# Análisis bursátil
El análisis bursátil clásico tiene como objetivo el estudio del comportamiento de los mercados financieros y de los valores que los constituyen. Con ese análisis se pretende conseguir información relevante que ayude en las decisiones de inversión en situaciones de incertidumbre. Implica un incremento o dimensión de la bolsa de valores, teniendo en cuenta el mercado fluctuante, la oferta y la demanda en un tiempo determinado, lo cual permite mejorar y cerrar favorablemente las acciones.
Se divide en una doble categoría de análisis, en ocasiones contrapuestos, que son los siguientes:
- Análisis técnico de valores: En el análisis técnico de valores se mide el valor de las acciones de la empresa tomando siempre en cuenta el riesgo sistemático o riesgo del mercado denominado como Betas, la herramienta utilizada para medir el valor de las acciones es la econometría. La econometría es una herramienta de la economía que mide junto con la probabilidad y las matemáticas estima el valor histórico de un activo financiero.
- Análisis fundamental también conocido como análisis financiero: El análisis fundamental nos sirve para saber cuándo una acción o algún instrumento financiero está devaluado o sobrevalorado tomando en cuenta los datos históricos de los activos. Para poder hacer análisis fundamental se requiere de conocimientos de contabilidad ya que los valores infravalorados o sobrevalorados se reflejan en la contabilidad de las empresas.

Ambas categorías parten de suposiciones diferentes a la hora de interpretar el comportamiento de los mercados financieros. Pueden ser utilizados tanto en los mercados al contado como en los mercados de futuros, tanto de activos financieros como de materias primas o bienes tangibles, y pretenden determinar qué valores, activos o mercados pueden ser más atractivos, esconder mayores rentabilidades futuras, o mejores perspectivas económicas.

## Críticas
El análisis bursátil clásico fue ampliamente criticado por la teoría del paseo aleatorio. Según esta teoría, los precios de los activos financieros siguen un paseo aleatorio, y no son predecibles por ningún sistema de análisis, por lo que, tanto el análisis técnico como el análisis fundamental serían inútiles. El marco conceptual establecido por la teoría del paseo aleatorio, así como la teoría de la eficiencia de mercado, y la nueva teoría de la cartera, han desprestigiado, a nivel académico las dos versiones del análisis bursátil clásico, aunque, a nivel profesional, se utilizan ampliamente.

### Críticas al análisis fundamental
El análisis fundamental parece bien fundamentado teóricamente, y muchos analistas en la actualidad lo usan. Sin embargo, la investigación académica estadística seria ha concluido que el análisis fundamental no es mejor que análisis técnico bursátil a la hora de predecir el precio futuro de las acciones. Por ejemplo el profesor Burton Malkiel resume el estado de la cuestión así:

La comunidad académica pronunció su veredicto. El análisis fundamental no es mejor que el análisis técnico a la hora de ofrecer a los inversores la oportunidad de obtener beneficios por encima de la media
Un paseo aleatorio por Wall Street

De hecho el propio Benjamin Graham uno de los creadores de este tipo de análisis reluctantemente ha admitido que;

Ya no soy defensor de las técnicas elaboradas del análisis de inversión para encontrar mejores oportunidades para los valores. Ésta era una actividad gratificante hace unos cuarenta años, cuando se publicó por primera vez el Graham y Dodd; pero la situación ha cambiado [... En la actualidad] dudo de que esfuerzos tan amplios produzcan una selección superior que justifique los costes [...] Estoy de parte de la escuela de pensamiento del «mercado eficiente».
Un paseo aleatorio por Wall Street, p. 175

### Críticas al análisis técnico
El análisis gráfico es considerado por la investigación estadística seria y en círculos académicos como poco útil. Los filtros comúnmente usados por los chartistas han sido probados, y cuando se consideran los costes de negociación, no son superiores a la estrategia de comprar y mantener una determinada acción durante largo plazo. De hecho los economistas Arnold Moore y Eugene Fama, lograron determinar que sólo alrededor de un 3% de la variación diaria puede ser explicada a partir de los precios pasados de la acción. Es por eso que la información contenida en el histórico del precio pasado de un determinado título es insuficiente para predecir el precio futuro.
El análisis fractal específicamente multifractales, no pretenden predefinir el futuro con certeza, sin embargo, crean una imagen más realista de los riesgos del mercado, un generador fractal basado en los datos históricos del mercado, permite seguir de cerca las fluctuaciones del mercado, lo que permite simular escenarios alternativos basados en la actividad previa del mercado.
1. ↑  Thomas Kida (2006): Don't Believe Everything You Think, p. 147, ISBN 978-1-59102-408-8.
2. ↑  B. Malkiel (1998), Un paseo aleatorio por Wall Street, p. 173, Alianza Editorial, S.A., Madrid, ISBN 84-206-9486-X.
3. ↑  Thomas Kida: Don't Believe Everything You Think, p. 122
4. ↑  A. Moore, "Some Charecteristics of Changes in Common Stock Prices", en The Random Characteristics of Stock Market Prices, ed. Paul H. Cootner, Cambridge University Press, 1964, p. 139.
5. ↑  E. Fama, "The Behaviour of Stock Market Prices", Journal of Business, 38, nº 1, 1965, p. 34.
6. ↑  W. Sherden, The Fortune Sellers: The Big Business of Buying and Selling Predictions, John Wiley and Sons, New York, 1998, p.86
7. ↑  Mandelbrot, Benoit B. «How Fractals Can Explain What's Wrong with Wall Street». Scientific American (en inglés).
8. ↑  Mandelbrot, Benoit B. (1999). «A Multifractal Walk down Wall Street». Scientific American 280 (2): 70-73. ISSN 0036-8733.

## Predictibilidad del mercado
Existen varias hipótesis que explicarían las dificultades del análisis técnico y otro tipo de análisis bursátiles para predecir las cotizaciones futuras:
- Una de ellas tiene que ver con la hipótesis de los mercados eficientes, según la cual toda la información públicamente disponible rápidamente influye en la cotización de un determinado título. Esto haría que fuera imposible "golpear el mercado" a partir de considerar subvaloraciones o sobrevaloraciones pasadas.

Encontrar resultados favorables en los mercados de acciones locales como también extranjeros.
- Otro tipo de evidencia fue encontrado por Gilovich y Belsky señalan que los mercados básicamente tienen periodos de paseo aleatorio en que básicamente no pasa nada determinante interrumpidos por euforias y pánicos abruptos. Estos autores consideraron cotizaciones desde 1963 a 1993, lo que incluía 7802 días de negocio en los que la rentabilidad anual media fue algo inferior al 12%. Si se descontaban los 40 mejores días entonces la rentabilidad anual media sólo era ligeramente superior al 7%. Esto significa que el 0,5% de las sesiones son responsables de casi el 5% de la rentabilidad siendo el 99,5% restante responsable de sólo el 7%. Dado el carácter extremadamente abrupto de las euforias y los pánicos estos autores sugieren que difícilmente las técnicas de pronóstico actuales puedan ser demasiado útiles.[1][2]